# San Francesco del Deserto-sziget

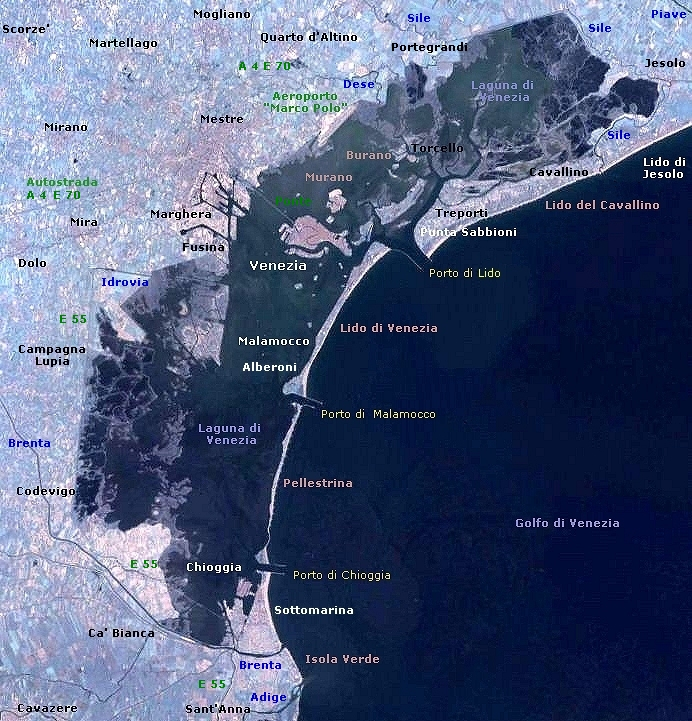
A Velencei lagúna szigetei

San Francesco del Deserto (velencei nyelven San Francesco del Dexerto) a Velencei-lagúna egy aprócska szigete a Sant’Erasmo-sziget és Burano között, a lagúna déli, kissé elhagyatott területén. Velence közigazgatása alá tartozik. Buranóról csónakon kb. 20 perc alatt közelíthető meg. Területe mindössze két hektárnyi.

## Története
1220-ban még Isola delle Due Vigne néven volt ismert. Ebben az esztendőben Assisi Szent Ferenc ezt a szigetet választotta visszavonulásának színhelyéül. 1233-ban aztán Jacopo Michiel a franciskánus szerzeteseknek adta a szigetet. 
Mostani elnevezése arra utal, hogy a XV. században szinte kihalt, lakatlan területté vált. 1460-ban új templomot emeltek rajta az egykori helyén, ma csupán tíz szerzetes éli itt mindennapjait.

## Fordítás
Ez a szócikk részben vagy egészben  a   San Francesco del Deserto című olasz Wikipédia-szócikk fordításán alapul.  Az eredeti cikk szerkesztőit annak laptörténete sorolja fel. Ez a jelzés csupán a megfogalmazás eredetét és a szerzői jogokat jelzi, nem szolgál a cikkben szereplő információk forrásmegjelöléseként.

## Külső hivatkozások
- Információk a lagúnáról
- Google Maps térképe
- MILVa - Interaktív térkép a Velencei lagúnáról
- Comune di Venezia, Tematikus kartográfia Velence lagúnájáról
- Archív felvételek a Velencei lagúnáról